# Англицкис, Стасис
Ста́сис Англи́цкис (лит. Stasys Anglickis; 22 декабря 1905, дер. Бярнотава, ныне Плунгеский район — 26 февраля 1999, Вильнюс) — литовский поэт, переводчик, педагог.

## Биография
Учился в начальной школе, гимназии (с 1920) и учительской семинарии (1923—1927) в Тельшяй. В 1927—1932 учился в Литовском университете в Каунасе (с 1930 Университет Витаутаса Великого) на отделении гуманитарных наук. В 1932 вместе с Юозасом Банайтисом издал один номер литературного журнала „Linija“. Работал в редакции журнала „Skynimai“ (1933). В 1933—1940 годах работал учителем в мужской гимназии в Шяуляй; в 1940—1941 был директором гимназии в Таураге, инспектор Народного комиссариата просвещения. Во время немецкой оккупации учитель в гимназии в Вильнюсе. После войны учитель в Куршенай. С 1966 года на пенсии.

## Литературная деятельность
Первое произведение (фрагмент поэмы) был напечатан в литературном журнале „Pradai ir žygiai“ в 1927 году. Первая книга стихов «Шаги к сфинксу» („Žingsniai prie sfinkso“, 1931). Помимо литовского литературного языка, писал стихи на жемайтийском диалекте. Подготовил и издал антологию поэзии и прозы жемайтийцев „Žemaičiai“ (1938).
Участвовал в альманахе „Granitas“, сотрудничал в различных литературных изданиях („Dienovidis“, „Naujoji Romuva“, „Židinys“ и другие).
Перевёл на литовский язык поэму М. Ю. Лермонтова «Демон» (перевод вошёл в сборник произведений Лермонтова, изданный в Вильнюсе в 1949 году, и «Путевые картины» Генриха Гейне (Вильнюс, 1953).
Стихотворения переводились на латышский, польский, эсперанто.

## Издания
- Žingsniai prie sfinkso. Kaunas, 1931.
- Rūmai be pamatų. 5 v. drama. Kaunas, 1933.
- Kraujo auka. Lirika. Kaunas, 1934.
- Didžioji kančia. Lirika. Kaunas, 1937.
- Po atviru dangum. Eilėraščiai. Vilnius, 1960.
- Nusileisk, gražioji saule. 1980.
- Čiupikai (автобиографический роман).